# Merinotus quadricolor
Merinotus quadricolor är en stekelart som först beskrevs av Szepligeti 1911.  Merinotus quadricolor ingår i släktet Merinotus och familjen bracksteklar. Inga underarter finns listade i Catalogue of Life.